# Zeki Korkmaz
Zeki Korkmaz (* 1. September 1988 in Bingöl) ist ein türkischer Fußballspieler, der für Karşıyaka SK spielt.

## Karriere
Zeki Korkmaz begann mit dem Vereinsfußball in der Jugend von Pendikspor. 2006 erhielt er einen Profivertrag und wurde direkt ins Profi-Team übernommen. Im Profiteam gelang ihm auch der Sprung in die Stammformation.
Nach zwei Jahren bei Pendikspor wechselte er zum Süper-Lig-Verein Istanbul Büyükşehir Belediyespor. In der Winterpause 2014/15 verließ er diesen Verein, der sich im Sommer 2014 in Istanbul Başakşehir umbenannt hatte und wechselte zu Zweitligisten Elazığspor. Bereits nach einer halben Saison zog er zum Ligarivalen Karşıyaka SK weiter.

### Nationalmannschaft
Korkmaz spielte zweimal für die türkische U-19, einmal für die U-20 und zweimal für die U-21 Jugendnationalmannschaft.

## Erfolg
Istanbul BB
- Meister der TFF 1. Lig und Aufstieg in die Süper Lig: 2013/14